# Distoleon tibetanus
Distoleon tibetanus är en insektsart som beskrevs av C.-k. Yang et al in Huang et al. 1988. Distoleon tibetanus ingår i släktet Distoleon och familjen myrlejonsländor. Inga underarter finns listade i Catalogue of Life.